# روسكو هولكومب
روسكو هولكومب (بالإنجليزية: Roscoe Holcomb)‏ هو عازف بانجو وكاتب أغاني وعازف قيثارة أمريكي، ولد في 5 سبتمبر 1912، وتوفي في 1 فبراير 1981.

## وصلات خارجية
- روسكو هولكومب على موقع IMDb (الإنجليزية)
- روسكو هولكومب على موقع ميوزك برينز (الإنجليزية)
- روسكو هولكومب على موقع أول ميوزيك (الإنجليزية)
- روسكو هولكومب على موقع ديسكوغز (الإنجليزية)